# Herb gminy Niedźwiedź
Herb gminy Niedźwiedź – symbol gminy Niedźwiedź, autorstwa Anny Stożek, ustanowiony po 1996.

## Wygląd i symbolika
Herb przedstawia na tarczy w polu błękitnym biało-żółty kwiat dziewięćsiła bezłodygowego z pięcioma zielonymi liśćmi rozchodzącymi się promieniście, a pod nimi niedźwiedzia brunatnego. Jest to nawiązanie do nazwy gminy oraz jej przyrody. 